# پره خان کمپونگ سوای
پره خان کمپونگ سوای (خمر: ព្រះខ័ននៅកំពង់ស្វាយ) مجموعه ای باستان‌شناسی در کامبوج است که با نام‌های پراسات باکان (طبق تلفظ محلی) یا باکان سوای رولای نیز شناخته می‌شود.
این مجموعه در ۱۰۰ کیلومتری شرق آنگکور، در استان پره ویهار کامبوج واقع شده است. پره خان کمپونگ بزرگ‌ترین مجموعه مذهبی است که تا به حال در دوران آنگکوری ساخته شده است؛ زیرا محوطه بیرونی آن بیش از ۲۲ کیلومتر مربع مساحت دارد.

## تاریخچه
اطلاعات تاریخی کمی در مورد پره خان کمپونگ سوای وجود دارد. برخی از محققان فرانسوی استدلال کرده‌اند که این بنا در قرن یازدهم، احتمالاً توسط سوریاوارمان اول تأسیس شده است. شواهد به دست آمده از تجزیه و تحلیل رسوب نشان می‌دهد که این سایت در اواخر قرن چهارده تا پانزده کاملاً رها شده است و نگهداری و تعمیر معابد و زیرساخت‌ها در اواسط قرن چهاردهم متوقف شده است. این مجموعه به دلیل استفاده از آن به عنوان اقامتگاه سلطنتی در زمان پادشاهی سوریاوارمان دوم و به عنوان یک پایگاه نظامی برای جایاورمان هفتم در طول درگیری با چام‌ها در اواخر قرن دوازدهم قابل توجه است.
برخی از نظریهٔ ذکر شده توسط میچ هندریکسون و دامیان ایوانز در مورد اینکه پره خان کمپونگ سوای در اصل چه چیزی بوده است؛ شامل پادشاهی خمرها، یک نهاد مستقل، یک پایگاه تجاری و یک مرکز دفاعی است.

### کشف مجدد
در سال ۱۸۷۳، کاوشگر، لوئی دلاپورت از این مجموعه بازدید کرد و ویرانه‌های آن را مورد مطالعه قرار داد. با توافق پادشاه کامبوج، او نمونه‌هایی از نقش برجسته‌ها و مجسمه‌های سنگی را به فرانسه فرستاد که در موزه هندوچین تروکادرو به نمایش گذاشته شدند و سپس در سال ۱۹۲۷ به مجموعه‌های موزه گیمه منتقل شدند. پس از تعدادی مأموریت فرانسوی در حوالی قرن نوزدهم، ویکتور گلوبو در سال ۱۹۳۷ به بررسی‌های هوایی پرداخت که وسعت واقعی این مجموعه را آشکار کرد.
بسیاری از مجسمه‌های مشهور خمر از این مکان آمده‌اند، مانند سردیس احتمالی جایاورمان هفتم که در موزه ملی کامبوج به نمایش گذاشته شده است. مجسمه‌ها و کنده‌کاری‌های پره خان از جمله آثار برجسته هنر خمر هستند و معابد در گذشته به‌طور گسترده غارت شده‌اند. دزدان همچنین در نیمه دوم دهه ۱۹۹۰، در حین غارت مجسمه‌ها و کنده‌کاری‌ها، به بسیاری از سازه‌ها آسیب رساندند.

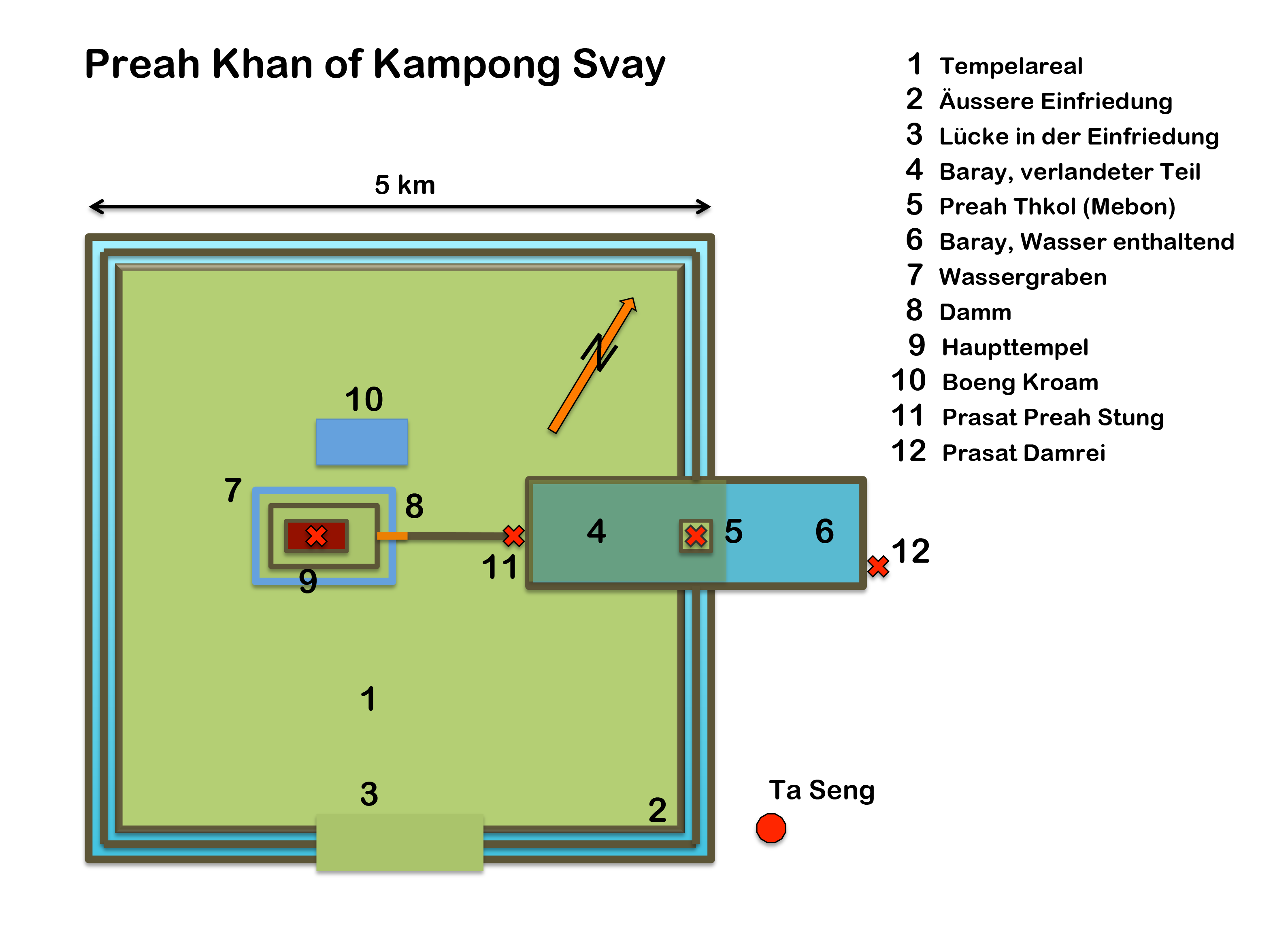
برنامه مجموعه معبد پره خان کامپونگ سوای

## وضعیت میراث جهانی
این سایت در تاریخ ۲۷ مارس ۲۰۲۰ (در ابتدا در ۱ سپتامبر ۱۹۹۲ اعلام شد) در دسته فرهنگی به فهرست آزمایشی میراث جهانی یونسکو اضافه شد.